# Antoni Szperlich
Antoni Szperlich (ps. „Wróblewski”, ur. 1908, zm. 1992) – polonista, dziennikarz, członek ONR, Związku Jaszczurczego i NSZ, współpracownik UB i SB.

## Życiorys

### Wykształcenie
Uczęszczał do Gimnazjum im. św. Stanisława Kostki w Warszawie, gdzie uzyskał maturę w 1926. Rozpoczął studia prawnicze na Uniwersytecie Warszawskim, a następnie przeniósł się na Wydział Humanistyczny. Był członkiem korporacji „Aquilonia”. Wchodził w skład zarządu Związku Akademickich Kół Prawników i Ekonomistów (1928-1930). Był również prezesem Sądu Ogólnoakademickiego (1932–1934).

### Działalność w ONR
W latach 1935–1936 odpowiadał w ONR za tzw. Teren/Wydział Prowincjonalny (utrzymywanie kontaktów pomiędzy kierownictwem organizacji w Warszawie i na prowincji).
W 1938 był jednym z sygnatariuszy memoriału pod nazwą: „Likwidujemy Żydów”, który dotyczył nie eksterminacji fizycznej, a eliminacji Żydów z życia gospodarczego i wreszcie opuszczenia przez nich Polski.
Był redaktorem odpowiedzialnym pisma „Podbipięta”. Wspóredagował „Nowy Ład” oraz „ABC”.

### Okupacja
W czasie II wojny światowej był członkiem Zakonu Narodowego Organizacji Polskiej oraz należał do Związku Jaszczurczego. W OP wchodził w skład Komitetu Politycznego. Współtworzył wywiad NSZ. W ramach OP stał na czele wywiadu (Referat IV C, nazywanego Żydowsko-Komunistycznym), którego celem był werbunek agentów w środowiskach komunistycznych i lewicowych, aby posiadać informacje na temat czołowych działaczy komunistycznych. Udzielał pomocy żywnościowej Zofii Krajtenkraft, która przebywała w getcie.

### Okres powojenny
Po wojnie został aresztowany przez UB i podjął współpracę jako współpracownik o pseudonimie „Witold”. Przekazał bezpiece wszystko, co wiedział na temat struktur i obsady personalnej Organizacji Polskiej. Z więzienia został wypuszczony w latach 50. XX w. Od 1964 ponownie podjął współpracę, tym razem z SB jako TW „Antoni”. W l. 70. XX w. wyjechał do RFN.